# کوپه شماره ۶
کوپه شماره ۶ (فنلاندی: Hytti nro 6) فیلمی درام ساختهٔ سال ۲۰۲۱ است. یوهو کاسمانن هم کارگردان آن و هم یکی از دو نویسندهٔ آن است. این فیلم بر اساس کتابی به همین نام نوشتهٔ رزا لیکسم ساخته شده‌است. در جشنواره فیلم کن ۲۰۲۱، جزو گزینه‌های نخل طلا بود. نهایتاً مشترکاً با فیلم قهرمان ساختهٔ اصغر فرهادی جایزه بزرگ جشنواره کن را دریافت کرد. همچنین این فیلم به عنوان نماینده سینمای فنلاند به اسکار ۲۰۲۲ معرفی شده‌است.
همچنین این فیلم در هفتاد و نهمین مراسم گلدن گلوب نامزد دریافت جایزه بهترین فیلم غیر انگلیسی‌زبان شد.

## خلاصه داستان
کوپه شماره ۶ دربارهٔ همراهی یک زن و مرد در یک کوپه قطار است؛ زن، فنلاندی است و مرد، روس است. زن، عشق باستان‌شناسی و با روحیاتی فرهنگی است و مرد روس، دائم‌الخمر و ضدزن. اما این دو خیلی زود به هم نزدیک می‌شوند…

## بازیگران
- سیدی هارلا در نقش لاورا
- یورا بوریسوف در نقش وادیم
- دینارا دروکارفا در نقش ایرینا
- یولیا آوگ در نقش ناتالیا